# Jean-Marie Bockel
Pour les articles homonymes, voir Bockel.
Jean-Marie Bockel, né le 22 juin 1950 à Strasbourg (Bas-Rhin), est un homme politique français, fondateur de La Gauche moderne et membre de l'UDI.
Alors membre du Parti socialiste, il est secrétaire d'État auprès du ministre du Commerce entre 1984 et 1986, puis ministre du Commerce en 1986, dans le gouvernement Laurent Fabius. Sous cette étiquette, il est aussi élu plusieurs fois maire de Mulhouse, député et sénateur du Haut-Rhin.
À la suite de l'élection de Nicolas Sarkozy à la présidence de la République, en 2007, il quitte le PS pour fonder le mouvement La Gauche moderne au sein de la majorité présidentielle. Il devient l'une des personnalités d'« ouverture » dans le gouvernement François Fillon II, où il est nommé secrétaire d'État chargé de la Coopération et de la Francophonie. Il est secrétaire d'État à la Défense et aux Anciens combattants de 2008 à 2009, puis à la Justice de 2009 à 2010.
Il retourne ensuite au Sénat, où il siège jusqu'en 2020.

## Biographie

### Origines
Jean-Marie Bockel est le fils de Francis Bockel (1920-2012), notaire, et le petit-fils de Louis Bockel (1883-1957), conseiller général du Haut-Rhin élu dans le canton de Thann, et le neveu de Mgr Pierre Bockel, ancien archiprêtre de la cathédrale Notre-Dame de Strasbourg et juste parmi les nations.
Son père, combattant de l'Armée d'Afrique, a été blessé durant la Seconde Guerre mondiale.

### Études et débuts
Après une jeunesse passée à Thann, il suit des études de droit à la faculté de droit, de sciences politiques et de gestion de Strasbourg et obtient une maîtrise de droit puis le certificat d'aptitude à la profession d'avocat. En 1976, il ouvre son cabinet à Mulhouse. Parallèlement, il entame une carrière politique et prend sa carte au Parti socialiste en 1973. En 1974, il devient secrétaire des Jeunesses socialistes du Haut-Rhin. Il est alors proche du CERES de Jean-Pierre Chevènement, à l'aile gauche du PS. Il est élu député du Haut-Rhin à 30 ans en juin 1981. Il est réélu en 1986 et 1988. Battu lors de la « vague bleue » de 1993, il retrouve son poste en 1997, jusqu'en 2002.

### Ministre et député socialiste
Alors qu'il aurait dû entrer au gouvernement en octobre 1983, il devient secrétaire d'État auprès du ministre du Commerce, Michel Crépeau, en 1984, puis brièvement ministre du Commerce, de l'Artisanat et du Tourisme en 1986. À la fin du gouvernement Laurent Fabius, il devient porte-parole de Jean-Pierre Chevènement au sein du courant « Socialisme et République » en 1987. Mais, en 1991, il fait partie des partisans les plus affirmés de l'engagement de la France aux côtés des Américains dans la guerre du Golfe, ce qui le conduit à une rupture orageuse et définitive avec Jean-Pierre Chevènement.
Jean-Marie Bockel est également conseiller général du Haut-Rhin pendant dix ans et maire de Mulhouse de 1989 à 2010.
Depuis la fin des années 1990, il se fait l'apôtre d'une rénovation blairiste du Parti socialiste, dénonçant les « archaïsme[s] d'une partie du Parti socialiste ». En 2001, il fonde ainsi le club « Gauche moderne » et rend un rapport sur les moyens de simplifier la création d'entreprises. Il présente une motion en ce sens au congrès du Mans en 2005 ; sa motion recueille 0,65 % des voix. Il est alors membre du Bureau national du Parti socialiste. Il avait déjà déposé une contribution générale « Pour un socialisme moderne » au congrès de Dijon en 2003.
Le 23 mai 2001, il est élu à la présidence de l'Association des maires de grandes villes de France, présidence qu'il quitte début juillet 2007.
Aux élections législatives de juin 2002, il est battu par la candidate UMP Arlette Grosskost. Le 21 septembre 2004, il est élu sénateur du Haut-Rhin. Il continue pendant le même temps ses appels à la rénovation du PS : en décembre 2005, il annonce la création du courant Réformisme et Rénovation pour continuer la réflexion issue de sa motion présentée au congrès du Mans. Le 14 septembre 2006, il signe un appel de soutien à l'investiture socialiste de Dominique Strauss-Kahn à l'élection présidentielle de 2007, en compagnie de 15 autres sénateurs, de 8 députés et de 2 députés européens. Après l'investiture de Ségolène Royal pour l'élection présidentielle de 2007, il prend la direction du comité de soutien à Ségolène Royal dans le Haut-Rhin. D'une sensibilité politique minoritaire dans son parti, il entretient des relations avec François Bayrou depuis plusieurs années.
Il préside la Fédération des industries ferroviaires de 2005 à 2007.

### Ministre de Nicolas Sarkozy
Après l'élection du président de la République Nicolas Sarkozy et la victoire de la droite aux élections législatives de 2007, il accepte, au nom de l'ouverture demandée par le président de la République, sa nomination en tant que secrétaire d'État chargé de la Coopération et de la Francophonie auprès du ministre des Affaires étrangères du gouvernement Fillon (2), le 19 juin 2007. Exclu du PS, il déclare alors : « Ça fait dix ans que j'œuvre, que je milite sans grand succès pour la modernisation du PS, pour y prôner en tout cas des idées davantage sociales-libérales, blairistes, des idées qui peut-être nous auraient permis d'ailleurs de gagner la présidentielle si on avait su davantage les défendre ».

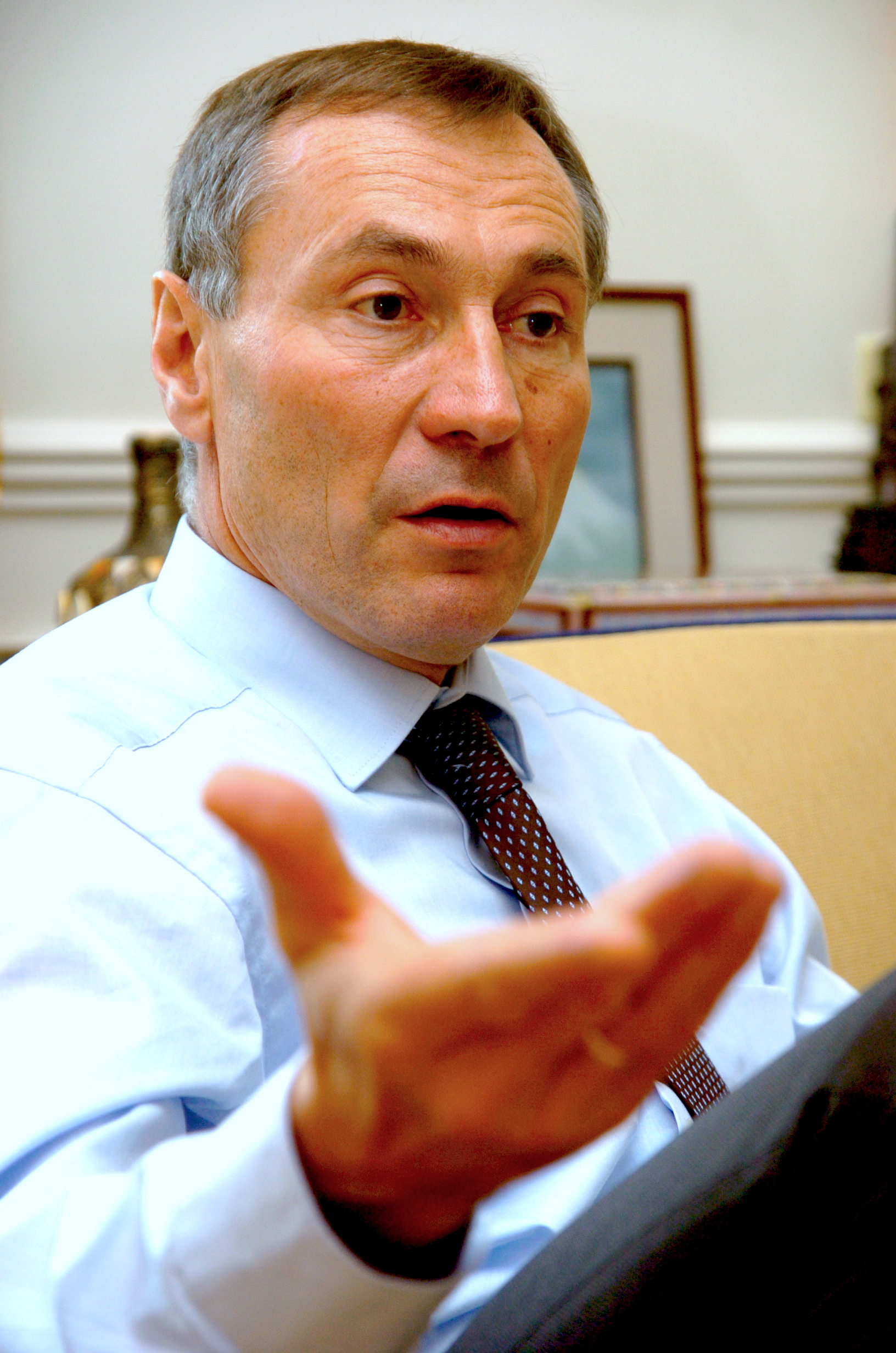
Jean-Marie Bockel, Secrétaire d'État chargé de la Coopération et de la Francophonie, le 27 novembre 2007 à Paris.

Le 26 septembre 2007, il crée La Gauche moderne, mouvement libéral de centre gauche. La Gauche moderne s'allie avec la majorité présidentielle lors des élections municipales de 2008. Sa liste d'union La Gauche moderne-UMP-Nouveau Centre-MoDem l'emporte de peu le 16 mars 2008 lors du second tour de l'élection municipale de 2008 à Mulhouse, avec seulement 168 voix d'avance sur la liste PS dirigée par son ancien adjoint municipal Pierre Freyburger.
Alors qu'il est chargé de la Coopération, il demande publiquement le 15 janvier 2008 au président, conformément aux promesses de celui-ci, d'accentuer la fin de la Françafrique.

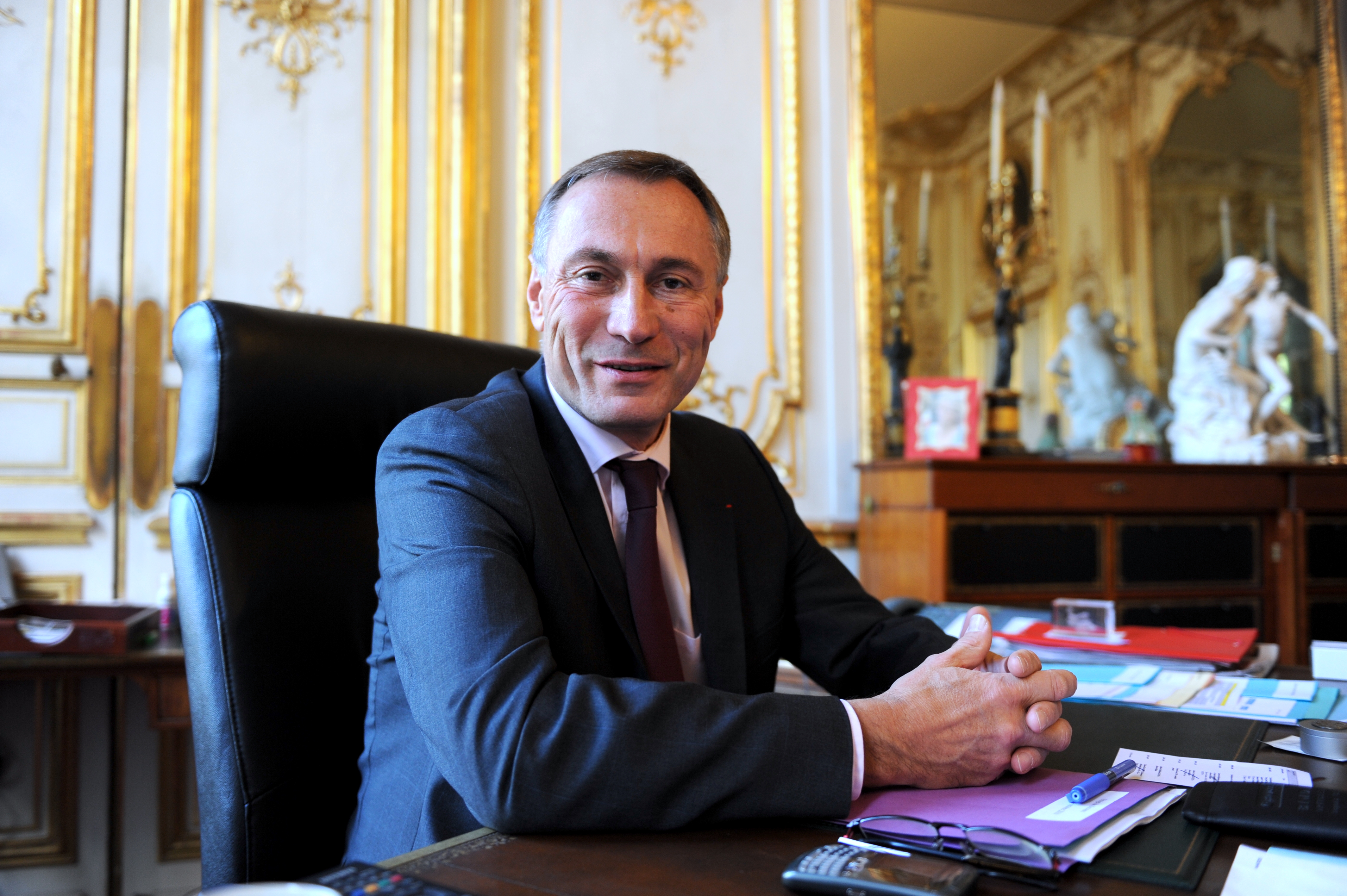
Jean-Marie Bockel, secrétaire d'Etat à la Justice, le 12 octobre 2010 à son bureau.

Lors du remaniement ministériel du 18 mars 2008 du gouvernement François Fillon II, il passe du secrétariat d'État à la Coopération et à la Francophonie au secrétariat d'État à la Défense et aux Anciens combattants. Plusieurs journalistes voient dans ce changement le résultat de pressions exercées par les présidents Omar Bongo et Denis Sassou-Nguesso, mécontents des positions de Bockel au sujet de la Françafrique,,. Robert Bourgi (qui aurait participé à cette éviction), conseiller « Afrique » de Nicolas Sarkozy, confirme cette thèse le 7 septembre 2009 lors d'une entrevue à RTL, expliquant que c'est Omar Bongo qui l'a appelé début 2008 pour demander son éviction, chose qui sera faite peu de temps après,.
Le 23 juin 2009, il passe du secrétariat d'État à la Défense et aux Anciens combattants au secrétariat d'État à la Justice. Quatre mois après la fondation de Mulhouse Alsace Agglomération (M2A), dont il est président, il démissionne de son mandat de maire de Mulhouse en mai 2010, tout en restant conseiller municipal ; son premier adjoint, l'UMP Jean Rottner, lui succède à la mairie. Jean-Marie Bockel occupe ses fonctions ministérielles jusqu'au 13 novembre 2010, date à laquelle il n'est pas reconduit dans le troisième gouvernement Fillon. Après son départ du gouvernement, il retrouve son mandat de sénateur ; il siège au groupe RDSE puis UCR à partir de 2011.
Il se prononce, le 6 janvier 2012, clairement en faveur de la candidature de Nicolas Sarkozy dès le premier tour de la présidentielle. Le 28 février 2012, il lance le « Comité national pour une France moderne avec Nicolas Sarkozy ».

### Après 2012
Le 18 juillet 2012, il dépose, au nom de la commission des Affaires étrangères, de la Défense et des Forces armées du Sénat, un rapport intitulé « La cyberdéfense : un enjeu mondial, une priorité nationale », qui préconise le renforcement de la protection et de la défense des systèmes d'information au plus haut niveau de l'État et une véritable stratégie de l'Union européenne.
Le 3 mars 2017, dans le cadre de l'affaire Fillon, il renonce à soutenir le candidat LR François Fillon à l'élection présidentielle.
Il est président de La Gauche moderne jusqu'en septembre 2017.
En septembre 2018, il affirme n'avoir jamais quitté l'UDI et en être toujours membre.
Il ne se représente pas aux élections sénatoriales de 2020. Embauché par le cabinet de conseil en communication Tilder, il préside par ailleurs bénévolement l'association Solidarité-Défense, qui vient en aide aux militaires blessés.
Le 22 mars 2022, Emmanuel Macron le nomme par décret président de la Commission nationale indépendante de reconnaissance et de réparation des préjudices subis par les harkis. À ce titre, il s'entretient avec les présidents des associations concernées, tandis qu'est lancée une campagne de rénovation des sépultures de harkis ainsi qu'un recensement des demandes de réparations.
Le 6 février 2024, Jean-Marie Bockel est nommé « envoyé personnel » d’Emmanuel Macron en Afrique.
En novembre 2024, Jean-Marie Bockel remet au président Emmanuel Macron, un rapport sur la reconfiguration du dispositif militaire français en Afrique. Le rapport prône un partenariat « renouvelé » et « reconstruit » avec les pays africains.

## Prises de position
Jean-Marie Bockel était perçu comme incarnant l'aile droite ou sociale-libérale du Parti socialiste. Il ne cache pas sa sympathie pour les méthodes du travailliste Tony Blair et se déclare lui-même social-libéral. Il estime que le socialisme et le libéralisme peuvent se fondre pour mieux s’accomplir. Il définit ainsi sa doctrine politique :

« Oui, nous sommes des socialistes libéraux. Socialistes, car nous devons opposer aux rapports de force et à l’injustice, la nécessité d’une émancipation partagée. Car nous nous donnons pour fin la justice et la protection sociale, la réduction des inégalités et la promotion des solidarités. Car nous travaillons au partage des biens et des droits à l’échelle du continent et du monde. Socialistes, car nous défendons l’esprit public, ce qui fait société. Car nous soutenons le principe d’une action collective et volontariste. »

« Libéraux, car nous comprenons l’émancipation comme accès à la liberté. Nous défendons la liberté et la responsabilité individuelle, l’autonomie de la société civile, la délimitation de la souveraineté de l’État. L’émancipation doit être le fruit des libertés mises en commun : réunies par le débat et la négociation contractuelle, réglées par les normes du droit et l’exercice de la justice. »

Fervent défenseur du blairisme, il se déclare « blairiste, plus que jamais » en 2006. Il a traduit l'expression la Troisième Voie (The Third Way) / le Nouveau Centre (Die neue Mitte) du manifeste Blair/Schröder en « Troisième Gauche », en référence au clivage entre Première et Deuxième Gauches françaises établi par Michel Rocard.
Il est considéré comme un maire « sécuritaire de gauche » pour l'accent qu'il a mis sur la lutte contre la délinquance à Mulhouse. Il approuve plusieurs mesures du ministre de l'Intérieur Sarkozy.
Son élection au Sénat le 28 septembre 2014 sous l'étiquette UDI après sa participation aux gouvernements Fillon sous la présidence de Nicolas Sarkozy confirme son évolution politique.
Il appartient au conseil d'administration de l'Association des amis de l'Azerbaïdjan (AAA), considérée comme le principal instrument d'influence du régime d'Ilham Aliyev en France. L'organisation a deux buts affichés : mettre en valeur ce pays et contrebalancer l'influence de la diaspora arménienne, dont le pays d'origine est en guerre avec l'Azerbaïdjan depuis les années 1990.

## Vie privée
Jean-Marie Bockel est marié avec Marie-Odile Mayer. Ils ont cinq enfants (Sarah, François, Pauline, Marie et Pierre-Emmanuel).
Jean-Marie Bockel a effectué son service national au 31e Bataillon de chasseurs à pied.
Le 25 novembre 2019, leur plus jeune fils, Pierre-Emmanuel Bockel, né en 1991, lieutenant au 5e régiment d'hélicoptères de combat de Pau, meurt lors d’une collision entre deux hélicoptères dans le cadre de l’opération Barkhane au Mali, au cours de laquelle treize militaires sont tués,.  

## Détail des mandats et fonctions

### Au gouvernement
- du 23 juillet 1984 au 18 février 1986 : secrétaire d'État auprès du ministre du Commerce, de l'Artisanat et du Tourisme Michel Crépeau (gouvernement Fabius)
- du 19 février 1986 au 20 mars 1986 : ministre du Commerce, de l'Artisanat et du Tourisme (gouvernement Fabius)
- du 19 juin 2007 au 18 mars 2008 : secrétaire d'État chargé de la Coopération et de la Francophonie auprès du ministre des Affaires étrangères et européennes, Bernard Kouchner (gouvernement Fillon II)
- du 18 mars 2008 au 23 juin 2009 : secrétaire d'État à la Défense et aux Anciens combattants auprès du ministre de la Défense, Hervé Morin (gouvernement Fillon II)
- du 23 juin 2009 au 13 novembre 2010 : secrétaire d'État auprès de la ministre de la Justice et des Libertés Michèle Alliot-Marie (gouvernement Fillon II)

### Au Parlement
- Député :
  - Du 2 juillet 1981 au 23 août 1984 : député PS de la 5e circonscription du Haut-Rhin
  - Du 2 avril 1986 au 14 mai 1988 : député PS du Haut-Rhin (scrutin proportionnel)
  - Du 23 juin 1988 au 1er avril 1993 : député PS de la 5e circonscription du Haut-Rhin
  - Du 1er juin 1997 au 18 juin 2002 : député PS de la 5e circonscription du Haut-Rhin
- Sénateur :
  - Du 26 septembre 2004 au 19 juin 2007 : sénateur PS du Haut-Rhin
  - Du 14 décembre 2010 au 30 septembre 2011 : sénateur RDSE du Haut-Rhin
  - Depuis le 1er octobre 2011 : sénateur UCR du Haut-Rhin
  - Depuis le 28 septembre 2014 : sénateur UDI du Haut-Rhin
- Autres :
  - De 1988 à 1993 : président de la commission aux productions et échanges de l'Assemblée nationale
  - Du 23 mai 2001 au 13 septembre 2007 : président de l’association des maires de grandes villes de France

### Au niveau local
- De 1982 à 1988 : conseiller général du Haut-Rhin
- De 1988 à 1989 : conseiller général du Haut-Rhin (démission en 1989)
- De 1989 à 2020 : conseiller municipal de Mulhouse
- De 1989 à 2010 : maire de Mulhouse (PS, puis LGM)
- De 1994 à 1997 : conseiller général du Haut-Rhin (démission en 1997)
- 1992 : conseiller régional d'Alsace (démission en 1992)
- De 2001 à 2004 : président de la communauté d'agglomération de Mulhouse Sud Alsace
- De 2005 à 2009 : vice-président de la communauté d'agglomération de Mulhouse Sud Alsace
- De 2010 à 2017 : président de la communauté d'agglomération de Mulhouse Alsace Agglomération

## Services militaires
Jean-Marie Bockel a servi pendant près de 40 ans dans la réserve militaire opérationnelle de l'armée de terre, atteignant le grade de colonel de réserve,,.
Par ailleurs il a été auditeur à l’institut des Hautes Études de la Défense Nationale en 1998.

## Distinctions
- Officier de la Légion d'honneur (2021) ; chevalier du 1er janvier 2003[35].

## Publications
- La Troisième Gauche, petit manifeste social-libéral. Éditions Val de France, mars 1999.
- Trajectoire plurielle, ministre de Mitterrand à Sarkozy, Alpharés, janvier 2014.